# Pergelissolo

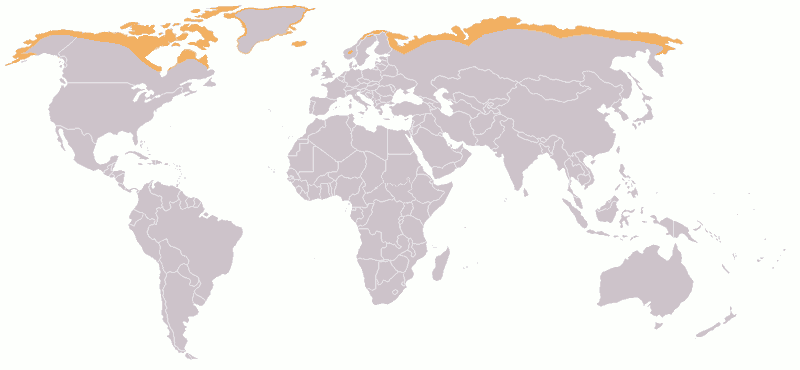
Zona do Permafrost, no Ártico

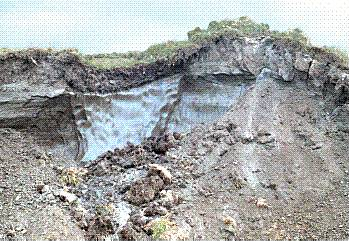
Cunha de gelo.

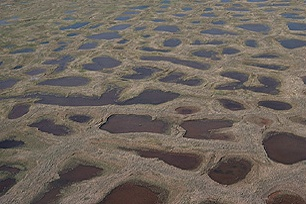
Polígonos no permafrost

O permafrost ou pergelissolo (em português) é uma camada do subsolo da crosta terrestre que está permanentemente congelada. A maior parte está localizada no hemisfério norte, concentrando-se, principalmente, na região do Ártico, sobretudo em partes da Rússia (Sibéria), Estados Unidos (Alasca), Canadá e Dinamarca (Groenlândia).

## Primeira menção
A primeira menção de solo permanentemente congelado foi na Sibéria na época do período medieval, mas a primeira menção escrita data de 1598 e refere-se à sua ocorrência em Nova Ziemlya. No início do século XVIII, graças às tentativas de comércio e assentamento que ocorreram na região, os primeiros relatos sobre sua ocorrência vêm da Yakutia em 1725. A primeira descrição científica do permafrost foi dada por Lomonosov em 1757.

## Definição
O permafrost é o solo que permanece a 0°C ou abaixo dele por pelo menos dois anos consecutivos. Foi originalmente concebido como solo perenemente congelado, mas a definição atualmente adotada é baseada na temperatura e não no estado de congelamento-descongelamento da água no meio. Dois conceitos se aplicam a solos frios com base nas interseções dos perfis de temperatura máxima e mínima do solo com a isoterma de 0°C e com uma isoterma que define a depressão do ponto de congelamento (ou temperatura abaixo de zero na qual a maioria da água do solo congela). O solo perenemente criótico é equivalente ao permafrost (com temperatura igual ou inferior a 0 °C. independentemente de sua água estar no estado sólido ou líquido), enquanto o solo perenemente congelado refere-se à zona onde a maior parte da água do solo está congelada. A camada ativa é uma camada superior do solo em uma área de permafrost, sujeita a condições sazonais de congelamento e degelo. É um pouco mais profundo do que a zona criótica sazonal devido à depressão do ponto de congelamento. Pela mesma razão, existe uma camada na base do permafrost, conhecida como criopega, que tem temperatura abaixo de 0°C, mas com água ainda descongelada. Talik ou zona perenemente descongelada é encontrada abaixo do permafrost, mas também pode estar localizada dentro ou acima do permafrost.

## Distribuição
Estima-se que o permafrost ocorra em regiões que totalizam cerca de 26% da área terrestre. O permafrost tem até 2.000 pés de espessura na Sibéria e 1300 pés de espessura no Alasca, onde sua temperatura mínima é de −12°C e -10°C, respectivamente. Como é definido com base na temperatura, sua composição varia acima de limites amplos. O gelo é um dos componentes mais importantes, e grandes massas geralmente são na forma de cunhas de gelo. Estruturas em cunhas de gelo são geralmente menores e mais complexas do que aquelas em gelo glacial. As linhas e foliações do eixo dimensional e óptico e das foliações de inclusões de bolhas de ar, matéria orgânica está presente em todas as cunhas de gelo.

O permafrost descontínuo é quando ocorre em uma região geográfica com outras áreas livres de permafrost. Os termos permafrost generalizado, esporádico e isolado têm sido usados para descrever a característica descontínua que ocorre em várias proporções da área total da terra. A geada descontínua é onde a presença do permafrost não impede significativamente a recarga, circulação e descarga dos sistemas regionais de fluxo de águas subterrâneas que existem no entorno. Estende-se até o limite sul da ocorrência do permafrost nas terras baixas do hemisfério norte. Em partes livres de gelo da Antártida, as condições descontínuas de permafrost e não-permafrost são restritas às planícies costeiras da Península Antártica marítima e suas ilhas. Permafrost alpino (em áreas montanhosas) e de planalto são designações de localização, referindo-se ao permafrost encontrado em altas altitudes. O permafrost submarino, como o termo indica, é encontrado sob o fundo do mar.

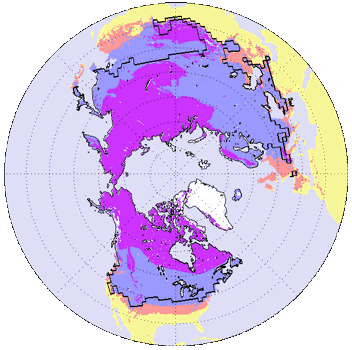
Zona do Permafrost

## Solo poligonal
Solo poligonal é um termo utilizado para descrever as formas distintas e muitas vezes simétricas que se formam no material superficial do solo em regiões periglaciais.

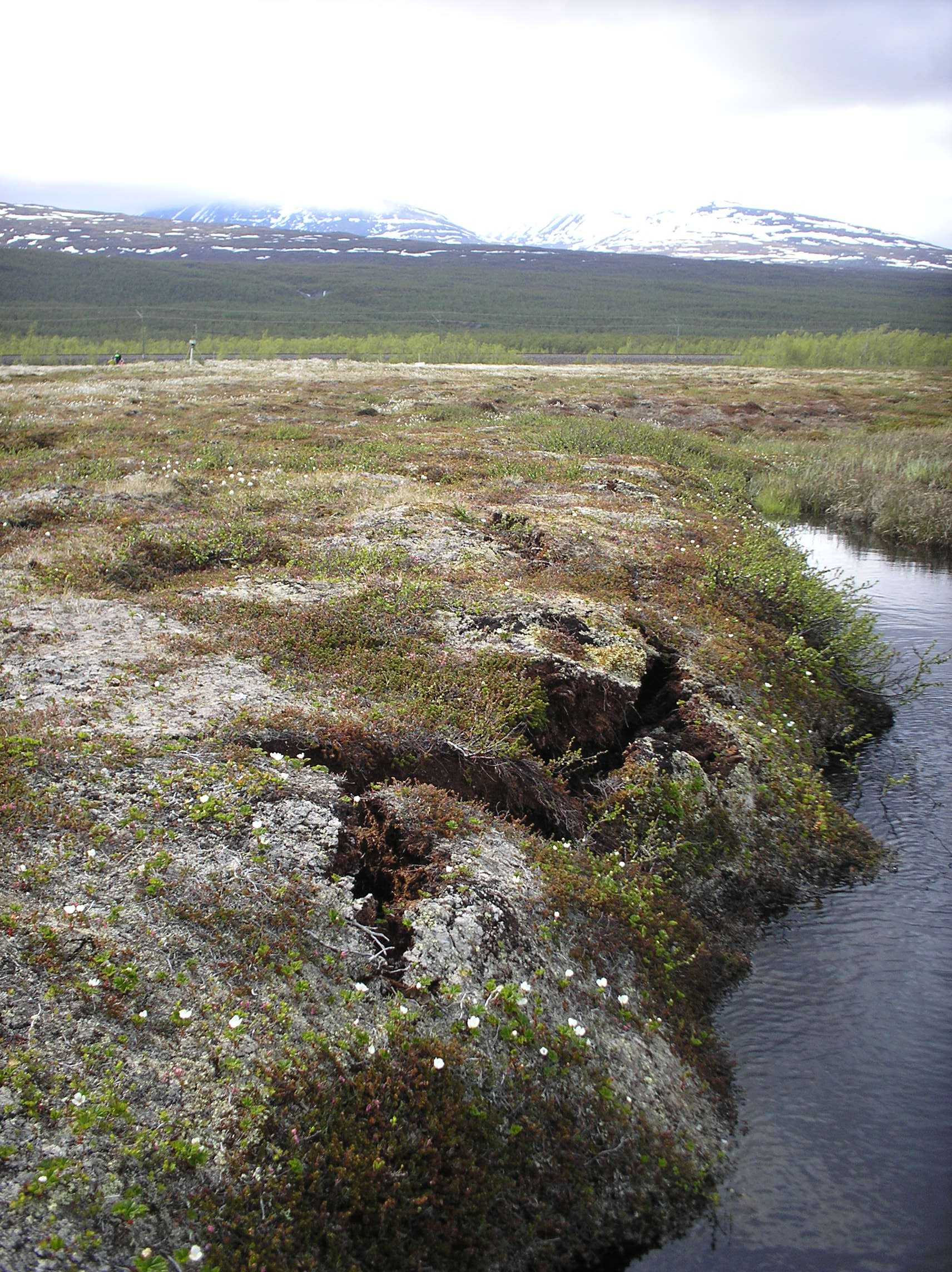
O platô de Storflaket próximo a Abisko, no norte da Suécia, exibe falhas em suas bordas devido ao degelo do permafrost.
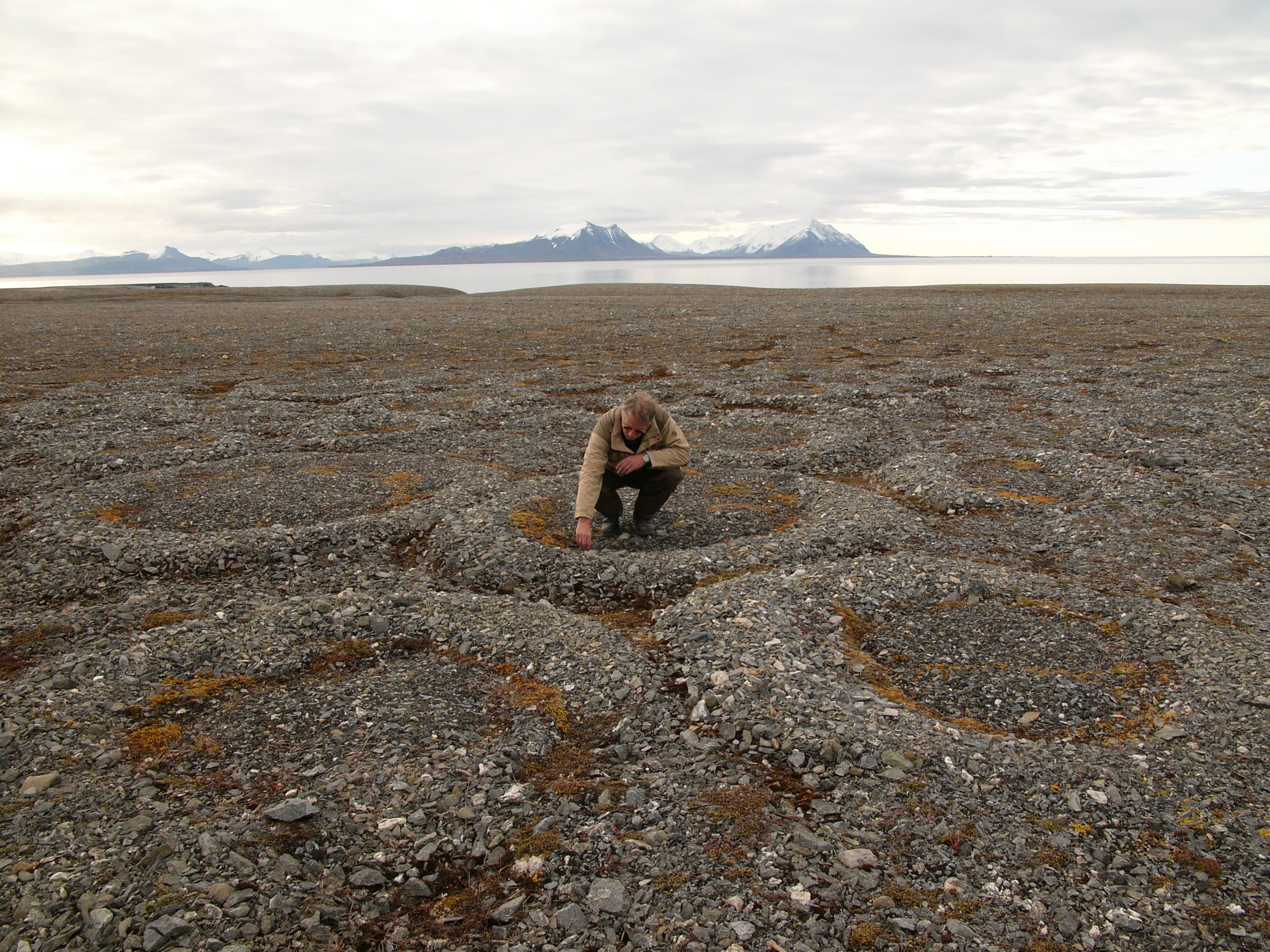
Anéis de pedra em Spitsbergen.
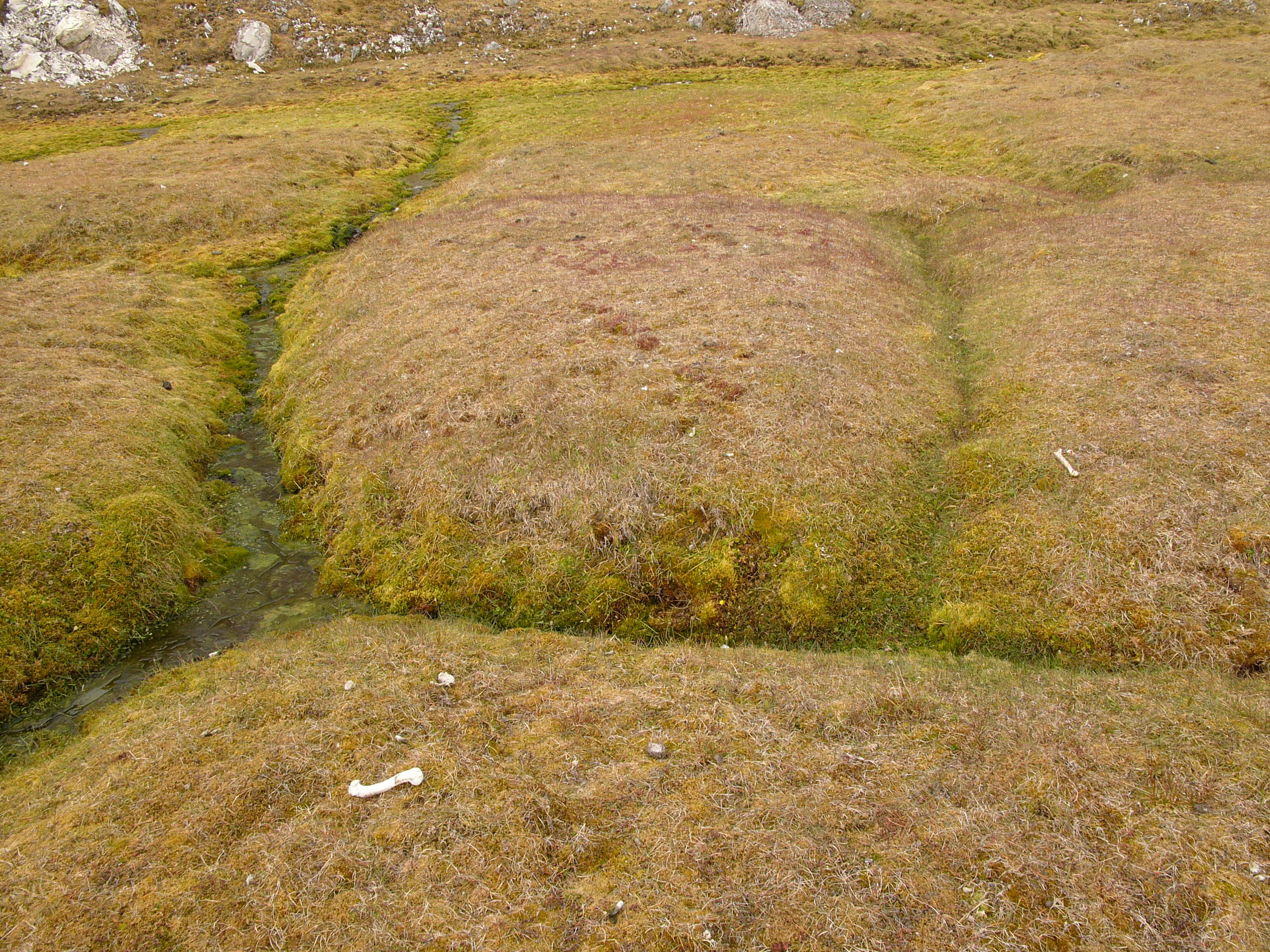
Cunhas de gelo, vistas do alto.
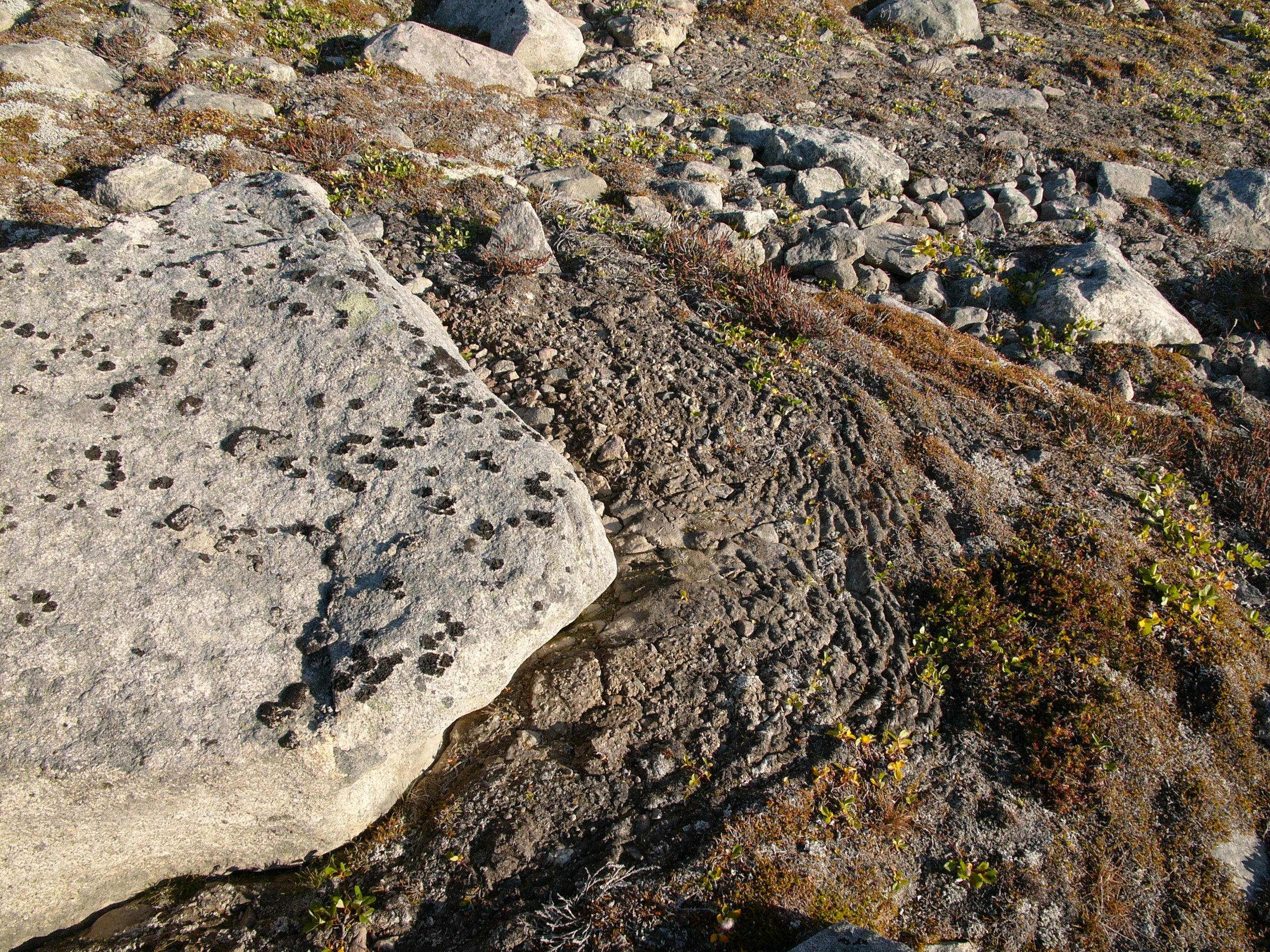
Solifluxão em Svalbard.
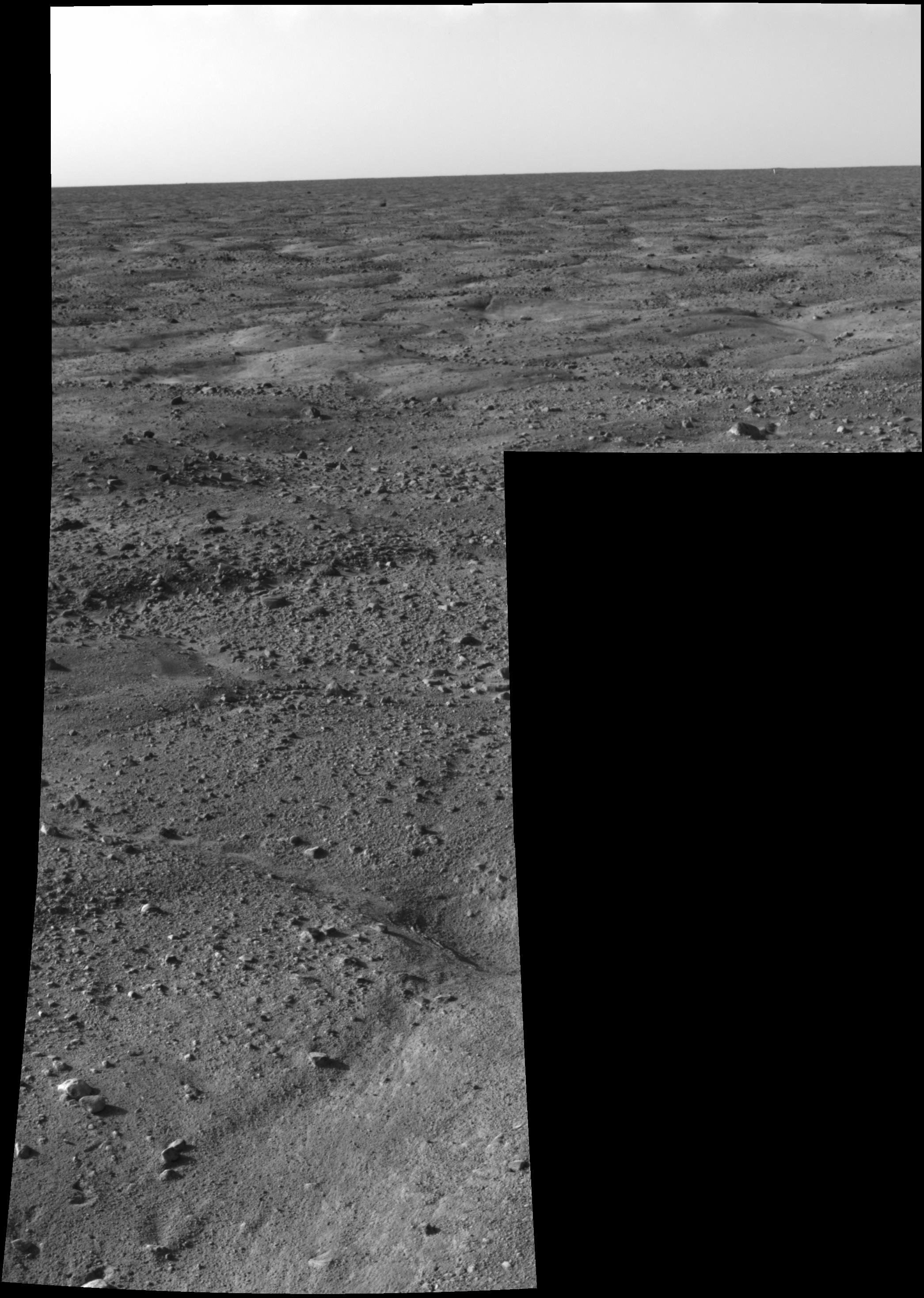
Imagem da Phoenix durante sua aterrissagem no Vale Verde, no Polo Norte de Marte. O solo apresenta um padrão poligonal até onde a vista alcança.
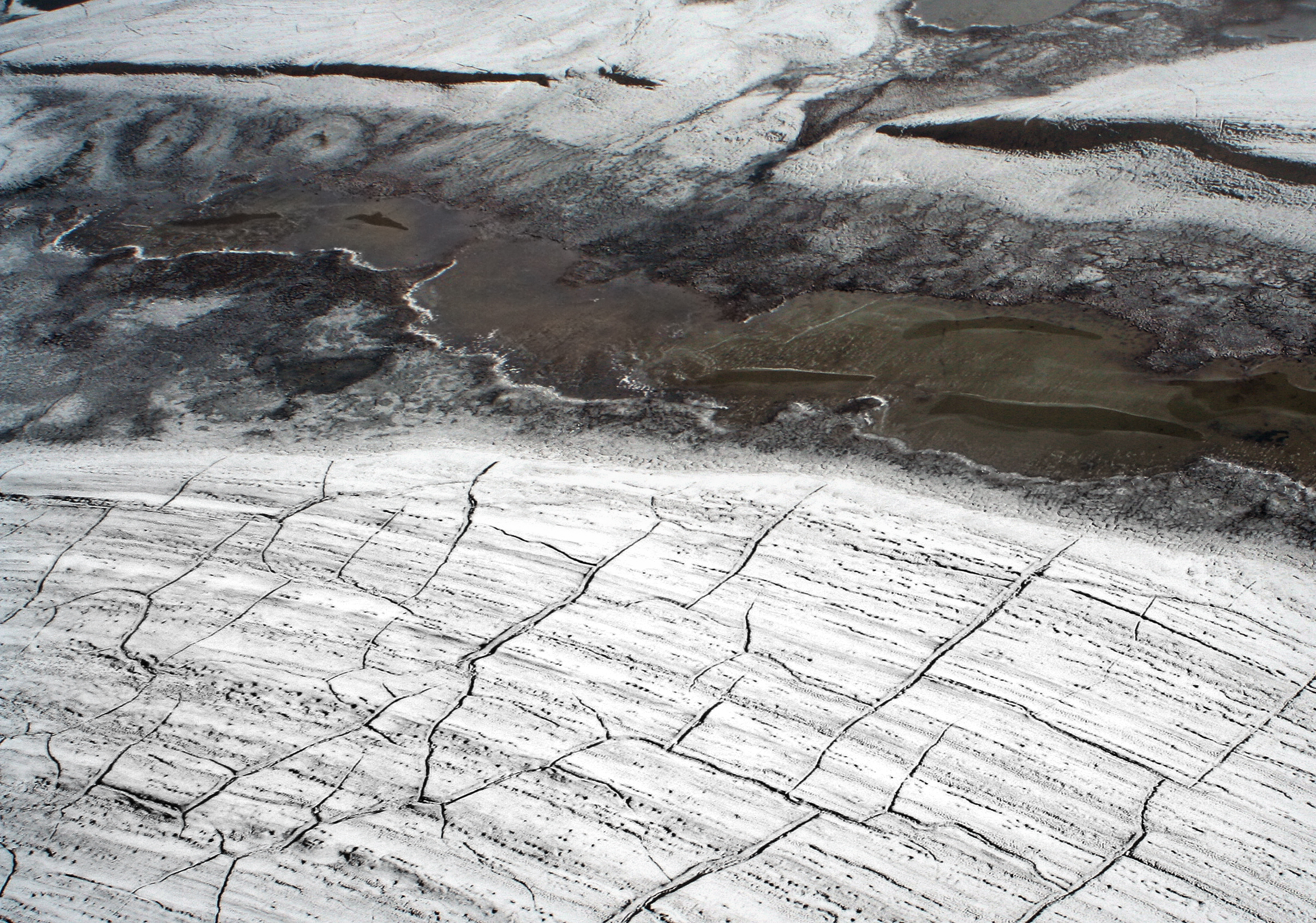
Imagem obtida a partir de um helicóptero no Ártico Canadense.

## Fatores que influenciam o permafrost
As condições regionais e locais afetam o desenvolvimento do permafrost e influenciam a espessura da camada ativa.
- Localização e topografia: latitude, elevação e continentalidade são os principais determinantes da ocorrência do permafrost em escala global. O permafrost ocorre predominantemente em áreas circumpolares. A maior parte da Antártida está sob gelo, no entanto, e pouco se sabe sobre o permafrost sob as geleiras.  Outro fator regional é o efeito oceânico, no qual as áreas sob influências marítimas têm climas mais amenos do que suas contrapartes continentais e as condições mais quentes restringem o desenvolvimento do permafrost. Com a Corrente do Golfo trazendo calor e umidade para o nordeste do Atlântico, por exemplo, o permafrost não é encontrado em baixas elevações na costa da Noruega, mesmo acima do Círculo Polar Ártico. Em escala local, a temperatura reduzida e a nebulosidade frequente em altas altitudes das áreas temperadas ou mesmo tropicais permitem a ocorrência esporádica de permafrost. Nas zonas subpolares e temperadas, as manchas de permafrost são formadas em cavidades topográficas e sob encostas que frequentemente ficam nas sombras. Assim, o permafrost está subjacente às encostas voltadas para o norte no subártico, mas muitas encostas voltadas para o sul estão livres de permafrost.[3]
- Cobertura de neve: A presença de uma cobertura de neve persistente atrasa o aquecimento do solo na primavera. No entanto, considerado ao longo de um ano, o efeito de resfriamento devido à redução dos dias sem neve é contrabalançado pela eficácia do isolamento da neve contra o frio atmosférico. A neve é um excelente isolante contra a perda de calor do solo no inverno. A neve com cerca de 0,7 metros de espessura impede o desenvolvimento do permafrost no Escudo Canadense perto de Schefferville, Quebec. Uma combinação de cobertura de neve e liberação de calor latente associada ao congelamento de solo rico em umidade resulta em temperatura do solo mais alta do que devido ao isolamento de neve sozinho.[3]
- Corpos de água e caudal de água: corpos d'água, incluindo oceanos, lagos e rios, podem inibir ou aquecer o permafrost em suas imediações. Além disso, a água de superfície tem grandes efeitos nas temperaturas do solo, visto que, as temperaturas médias anuais dos sedimentos no fundo de um lago raso e profundo no Parque Nacional Denali, no Alasca, eram cerca de 8°C, que é 10°C mais quente que a temperatura média do ar. O desenvolvimento do permafrost também é prejudicado por inundações, que podem adicionar calor ao solo e também podem depositar sedimentos que destroem qualquer cobertura isolante de líquen e musgo.[3]
- Vegetação: a vegetação influencia diretamente a transferência de calor para o solo, alterando o albedo do solo nu. Em ambientes florestais que incluem um sub-bosque de arbustos e um solo florestal com tapetes de líquen e musgo, as árvores e arbustos no verão proporcionam sombra e moderado aquecimento do solo, já no inverno modificam a distribuição da neve. A grande quantidade de musgo e de líquen impedem a transpiração e, também, a perda por evaporação é limitada à umidade, a qual é puxada para a superfície através da absorção. Com a evaporação suprimida, a superfície fica seca e quente, porém a grande quantidade de ar no musgo seco e líquen é um isolante eficaz, deixando a camada inferior úmida e fria. Esse mecanismo protege o solo do calor do verão e mantém uma camada ativa mais fina do que seria encontrada sob o solo nu.[3]
- Solos e rochas: diferentes materiais de rocha e solo possuem distintas características de condutividade térmica e capacidade de calor. Isso resulta em uma variação significativa na espessura da camada ativa e pode até determinar se o permafrost está presente ou ausente em zonas descontínuas de permafrost. Dependendo do grau de decomposição e compactação, as capacidades de isolamento e absorção de umidade da turfa variam, mas em geral, essa área tem alta porosidade em relação à maioria dos solos minerais. A turfa geralmente tem alto teor de água quando molhada e alto teor de ar quando seca. A grande diferença na condutividade térmica entre a turfa gelada e a turfa saturada descongelada resulta em grande perda de calor do solo no inverno e isolamento contra aquecimento do solo no verão.[3]
- Fogo: os incêndios florestais são uma característica comum do verão nas florestas boreais e podem varrer grandes áreas. É uma característica recorrente e causa frequente de renovação da sucessão vegetal. Apesar da devastação da vegetação acima do solo, o calor produzido pelo fogo tem efeito limitado no degelo do permafrost. Além disso, a profundidade de degelo rasa no terreno do permafrost e a drenagem deficiente que é facilitada pela retenção de umidade eficiente em uma cobertura de musgo Sphagnum, tornam alguns locais de floresta resilientes a incêndios florestais. São várias as consequências que alteram as condições térmicas do solo quando há um incêndio florestal: 1. Mudança no albedo da superfície, com a vegetação carbonizada e superfícies queimadas absorvendo mais radiação; 2. Remoção da vegetação e da manta orgânica isolante que cobre o solo da floresta; 3. Redução na interceptação da precipitação como folhas e galhos são queimados, permitindo um acúmulo de neve mais profundo para isolamento do solo; 4. Degelo mais precoce e mais rápido que expõe as áreas queimadas ao aquecimento da superfície por um período mais longo; 5. Degelo mais profundo no local queimado, levando à subsidência de solos ricos em gelo.[3]
- Calor geotérmico: o calor geotérmico aquece o permafrost a partir do fundo, e o gradiente geotérmico influencia a espessura do permafrost, bem como sua temperatura. Áreas climaticamente frias, como a Islândia e a Península de Kamchatka, têm áreas limitadas com permafrost devido ao aquecimento geotérmico pronunciado e à atividade vulcânica. Em outras regiões do permafrost, a atividade geotérmica ao longo de falhas geológicas e a ocorrência de fontes termais dão origem a taliks locais. Muitas dessas feições podem ser encontradas em áreas tectonicamente ativas, como o planalto tibetano.[3]

## Derretimento do permafrost
Muitas regiões específicas do planeta estão mostrando mudanças dramáticas em resposta à temperatura média global de aquecimento da superfície. Por exemplo, as temperaturas da superfície medidas no Ártico foram aumentando cerca de duas vezes a taxa global durante 100 anos, embora, algumas flutuações em uma década escala também foram observadas. O gelo marinho que cobre o Oceano Ártico pode estar à beira do colapso, já que o gelo do mar se afina e cobre uma área menor a cada ano. Desde 1978, o gelo marinho do Ártico diminuiu em extensão aérea em 2,7% a cada década. Sobre terras nas regiões árticas, a espessa camada de permafrost é também aquecendo, com uma temperatura por voltas dos  4º a 5°F (~3°C), e uma diminuição total na área coberta pelo permafrost desde 1900 é estimado em cerca de 7%. O permafrost bloqueia uma enorme quantidade de turfa e carbono em um sistema fechado, então há temores descritos no relatório do IPCC (Painel Intergovernamental sobre Mudanças Climáticas) de que o derretimento da camada de permafrost pode liberar grandes quantidades de carbono no sistema atmosférico . E o gelo marinho ao redor da Antártida mostra maiores variações escalas interanuais e tendências de longo prazo não são ainda discernível. Grande parte da região antártica está isolada de outras partes do cinturão climático global (Classificação climática de Alisov), de modo geral mostra menos mudança do que as regiões polares do norte.

## O permafrost e o efeito estufa
O permafrost é definido como um solo permanentemente congelado que permanece a zero ou abaixo de zero graus Celsius por dois anos ou mais. Ele contém material orgânico que normalmente se decompõe lentamente. Mas quando o permafrost derrete, bactérias e fungos decompõem o carbono contido na matéria orgânica muito mais rapidamente, liberando-o na atmosfera como dióxido de carbono ou metano - gases de efeito estufa.
Mas, de acordo com um novo estudo publicado recentemente na revista Bioscience, o permafrost no Hemisfério Norte contém mais de duas vezes a quantidade de carbono na atmosfera, e o rápido degelo pode torná-lo um contribuinte significativo para a mudança climática global.
A quantidade de dióxido de carbono que o permafrost irá adicionar à atmosfera depende da rapidez com que descongela, mas sua pesquisa indica que pode chegar a 1,1 bilhão de toneladas por ano se as atuais tendências de descongelamento continuarem.